# Thomas Ray Wilson
Thomas Ray Wilson (*4. března 1946 Columbus, Ohio) je viceadmirál námořnictva Spojených států amerických ve výslužbě. Od července 1999 do července 2002 působil jako ředitel Vojenské zpravodajské služby americké armády (DIA). 
Dne 26. dubna 2002 převzal na Pražském hradě od Václava Havla Řád Bílého lva III. třídy za podílení na získávání informací potřebných k zajištění obranyschopnosti republiky.

## Přehled
Viceadmirál Thomas Ray Wilson byl 13. ředitelem Vojenské zpravodajské služby americké armády (DIA). Mezi další úkoly této hodnosti byl například zástupce ředitele Ústřední zpravodajské služby pro vojenskou podporu v Ústřední zpravodajské službě anebo ředitel zpravodajské služby atlantického velitelství Spojených států amerických. Po odchodu z námořnictva v roce 2002 působil v několika vedoucích funkcích pro americkou společnost v oblasti letectví, obrany a sportovních potřeb Alliant Techsystems, Inc., než z ní odešel roku 2009.
Společně se svou manželkou Ann mají tři syny: Jeffreyho, Gregoryho a Matthewa.

## Raný život
Narodil se 4. března 1946 v Columbusu a vyrůstal v malé komunitě Groveport v Ohio. V mládí trávil mnoho času prací na rodinných farmách, čímž získal celoživotní zájem o zemědělství a venkovský život v USA. V roce 1964 vystudoval Groveport Madison High School , kde byl aktivní ve sportu, kapele a dalších školních aktivitách, stejně jako ve skautské organizaci Boy Scouts of America a kostele evangelické církve metodistické.

## Vzdělávání a odborná příprava
Roku 1964 začal studovat na Ohijské státní univerzitě, kde v roce 1968 promoval s bakalářským titulem v zemědělství se zaměřením na zemědělskou ekonomiku a sociologii venkova . V říjnu 1968 nastoupil do Námořnické důstojnické školy v Newportu na Rhode Islandu a březnu 1969 byl povýšen na praporčíka Námořnictva Spojených států amerických. Následně se v roce 1975 stal studentem Národní zpravodajské univerzity, kde byl členem třídy, jenž se účastnila pilotního programu vedoucího k tomu, že tato vysoká škola mohla udělovat titul Master of Science v oboru strategické inteligence. Další vojenské cvičení absolvoval například roce 1969, a to kurz důstojnické pobřežní komunikace v Newportu, dále zaměřování a plánování mise u Výcvikové skupiny pro jaderné zbraně Atlantic v Norfolku v roce 1980 nebo Školení CAPSTONE vlajkových a generálních důstojníků roku 1995. Během působení na Námořní letecké stanici v Keflavíku na Islandu získal v roce 1978 magisterský titul v oboru managementu a lidských vztahů na Webster University.

## Vyznamenání
- Medaile za zásluhy za obranu (se 2 svazky dubových listů)
- Navy Distinguished Service Medal (US Navy)
- Medaile za službu nejvyšší obrany (Defense Superior Service Medal)
- Legion of Merit (se zlatou hvězdou)
- Medaile za vzornou službu (se zlatou hvězdou)
- Joint Service Commendation Medal (s dubovým listem)
- Navy and Marine Corps Commendation Medal (s hvězdou)
- Navy "E" Ribbon
- Medaile za službu v národní obraně (s bronzovou hvězdou)
- Služební medaile globální války proti terorismu
- Navy and Marine Corps Sea Service Deployment (se 3 bronzovými hvězdami)
- Navy-Marine Corps Overseas Service Ribbon (se 3 bronzovými hvězdami)
- Stuha služby Čínské republiky (Tchaj-wan)
- Řád Bílého lva III. třídy
- Norský královský řád za zásluhy
- Joint Meritorious Unit Award (s bronzovým dubovým listem)
- Navy Meritorious Unit Commendation (s 2 bronzovými hvězdami)
- National Intelligence Distinguished Service Medal
- Director of Central Intelligence Director's Award
- Defense Intelligence Agency Directors Award
- Joint Chiefs of Staff
- Defense Intelligence Agency Badge
- United States Atlantic Command Badge